# Albert Varo i Lara
Albert Varo i Lara   (Tarragona, 18 de març de 1993) és un futbolista català que juga com a porter.

## Carrera futbolística
Nascut a Tarragona, Catalunya, Varo es va incorporar a la formació juvenil del Gimnàstic de Tarragona l'any 2004, amb 11 anys. Va debutar com a sènior amb l'equip del planter a la campanya 2012-13, a Tercera Divisió.
El 27 de febrer de 2014, després que tant Manolo Reina com Tomeu Nadal no estiguessin disponibles, Varo va ser convocat a la plantilla del primer equip per a un partit de Segona Divisió B contra el València CF Mestalla. Tres dies després va debutar, començant en un empat 2-2 a casa.
El 8 de juliol de 2015, després de ser una unitat defensiva clau per a la banda B en el seu ascens a tercer nivell, Varo va signar un nou contracte de tres anys amb el Nàstic. El 6 de setembre va salvar un penal i també va fer l'empat per al Pobla en un empat 1-1 davant el CF Badalona.
El 28 de febrer de 2016, quan Reina va ser sancionat i Nadal va marxar a l'anterior finestra de transferències, Varo va fer el seu debut com a professional jugant els 90 minuts sencers en un empat 1-1 a Segona Divisió fora de casa contra el Real Valladolid. El 29 de juny va ser cedit al FC Barcelona B per un any.
El 10 de juliol de 2018, Varo va signar un contracte de dos anys amb el CD Lugo. Va ser utilitzat principalment com a suport de Juan Carlos i Ander Cantero durant el seu període a l'equip, i va rescindir el seu contracte el 25 d'agost de 2021.
El 25 de desembre de 2021, després de gairebé sis mesos sense club, Varo es va incorporar a la Real Balompédica Linense de la Primera Divisió RFEF. El 13 de juny de 2023, després del descens del club a Primera Federació, va tornar al Nàstic amb un contracte de dos anys, amb el club també està a tercera divisió.